# アフドゥス
ユダヤ人民党「アフドゥス」（リトアニア語: Žydų liaudies partija „Achdus“）は、両大戦間期リトアニアに存在していたユダヤ人政党。

## 歴史
アフドゥスは1922年の国会議員選挙での16,841票（2.1%）を獲得し、3議席を得た。しかし1923年の選挙ではたった53票しか得られず、議席を失った。